# Kaltern an der Weinstraße
Kaltern an der Weinstraße (italià Caldaro sulla Strada del Vino) és un municipi italià, dins de la província autònoma de Tirol del Sud. És un dels municipis del districte d'Überetsch-Unterland. L'any 2007 tenia 7.215 habitants. Comprèn les fraccions d'Altenburg (Castelvecchio), Oberplanitzing (Pianizza di Sopra), Unterplanitzing (Pianizza di Sotto), St. Josef am See (San Giuseppe al Lago), St. Anton/Pfuss (San Antonio/Pozzo), St. Nikolaus (San Nicoló) i Mitterdorf (Villa di Mezzo). Limita amb els municipis d'Eppan, Neumarkt, Tramin, Pfatten, Amblar, Cavareno, Ruffrè, i Sarnonico.

## Situació lingüística
| Pertinença lingüística (cens 2001) | 93,06% alemany |
| Pertinença lingüística (cens 2001) | 6,64% italià   |
| Pertinença lingüística (cens 2001) | 0,30% ladí     |

## Administració

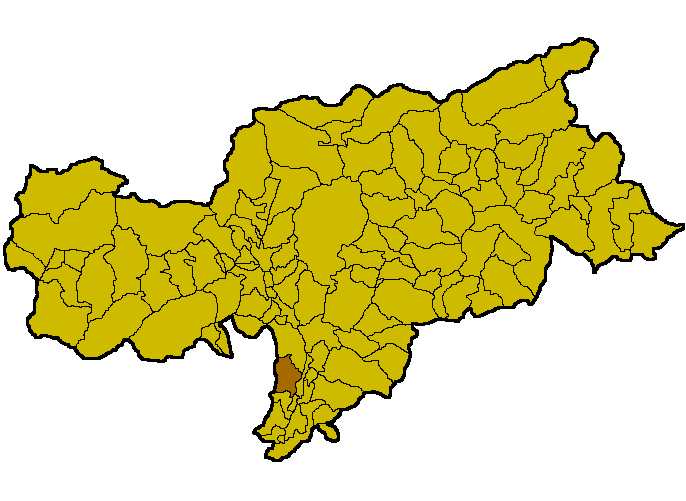
Territori comunal

| Període | Identitat                  | Partit |
| ------- | -------------------------- | ------ |
| 2004-   | Wilfried Battisti Matscher | SVP    |